# Biblioteques de Maurici
Les biblioteques de Maurici han augmentat durant la història del país, especialment des de la independència respecte el Regne Unit.

## Història
Lon (2004, p. 117) explica que la història de les biblioteques de Mauri es pot dividir en quatre etapes: colonització francesa, el període anglès, la tercera etapa de desenvolupament i la posterior a la independència.

### Període de la colonització francesa (abans de 1825)
Aquest període es caracteritza per l'absència de biblioteques públiques, havent una biblioteca que formava part d'una llibreria anomenada La Libraire Bourbon. Els burgesos francesos es creu que tenien biblioteques privades. També destaca que hi havia moltes associacions literàries, les quals tenien biblioteques.

### Període de la colonització anglesa (1825 - 1968)
Aquest període es caracteritzà per un desenvolupament de les biblioteques molt lent. Les biblioteques provenien d'iniciatives privades, com l'Associació Literària de Maurici (1825-1863) que creà una biblioteca per subscripció, la Biblioteca de Maurici, creada el 1828, amb llibres en venda i per a prestar, i les biblioteques d'associacions literàries.
El dipòsit legal fou establert el 1893 amb l'Ordenança núm. 11. S'enviava una còpia al Museu Britànic, una segona còpia a l'Oficina d'Arxius i una tercera a una biblioteca pública. Amb l'absència d'una biblioteca nacional, el Departament d'Arxius s'encarregava. El 1952, quasi seixanta anys després de la primera ordenança, fou aprovada l'Ordenança núm. 71, substituint la de 1893. Aquesta nova ordenança establia que es guardaren quatre còpies (repartides entre el Departament d'Arxius, el Museu Britànic, la Biblioteca del Congrès i la Biblioteca Nacional de França).

### Tercera etapa (ca. 1900 - ca. 1970)
Van aparèixer les biblioteques públiques a les ciutats petites: la Biblioteca de l'Institut de Maurici (1901), la Biblioteca Carnegie (1920), la Biblioteca de la Municipalitat de Quatre-Bornes (1948) i la Biblioteca de la Municipalitat de Vacoas-Phoenix (1966).
L'informe War de 1941 informà que l'estat del servei bibliotecari al país era inadequat. Un informe fet uns anys després, l'informe Toussaint de 1959, constatà que el servei continuava sent inadequat. L'informe de 1966 de Sydney Hockey repetí les recomanacions fetes per l'anterior respecte establir un Servei Bibliotecari Central i tres biblioteques regionals.

### Quarta etapa: a partir de la independència
En el moment de la independència, el 12 de març de 1968, hi havia sis biblioteques públiques i dos biblioteques especials. L'any 2000, hi havia 14 biblioteques públiques, 50 biblioteques especials, 5 biblioteques acadèmiques, quasi 200 biblioteques escolars i una biblioteca nacional.
Durant la dècada de 1970, es van desenvolupar les biblioteques d'institucions terciàries. Aquestes biblioteques naixien per a servir les institucions que les crearen. Exemples destacats són: la biblioteca de la Universitat de Maurici (1971), la biblioteca de l'Institut d'Educació de Maurici (1973) i la biblioteca de l'Institut Mahatma Gandi (1976).
L'informe fet per K.C. Harrison el 1978 recomanà que s'establira un servei nacional bibliotecari, que es legislara en matèria bibliotecària, que s'establira un Consell Nacional de Biblioteques, Arxius i Documentació i que es creara una biblioteca nacional per a establir la cooperació bibliotecària. L'informe posterior d'E. Pope (1988) va recomanar que es creara immediatament un Catàleg d'Unió Nacional i l'establiment d'una biblioteca nacional.
El desembre de 1999 es va crear oficialment la Biblioteca Nacional de Maurici, amb la llei núm. 32 de 1996. Amb una llei posterior, la llei de la Biblioteca Nacional núm. 22 de 1999, s'estableix el dipòsit legal principalment a la biblioteca nacional del país.
A les altures de l'any 2004 no hi havia més que una biblioteca a les àrees rurals del país, la biblioteca pública a Mapou, establida el 1976.

## Biblioteques existents a Maurici
Maurici compta amb una varietat de biblioteques, tant públiques com privades.
Hi ha un Sistema bibliotecari públic de Maurici dirigit des de la Biblioteca Nacional de Maurici. I també hi ha biblioteques que serveixen institucions, tant públiques com privades: Biblioteca de la Universitat de Maurici, Biblioteca de l'Institut d'Educació de Maurici, Biblioteca de l'Institut Mahatma Gandi, Biblioteca de l'Institut d'Investigació de la Indústria del Sucre de Maurici, Biblioteca del Tribunal Suprem, Biblioteca l'Assemblea de Maurici, biblioteques de ministeris i d'organitzacions paraestatals.